# Billaea steini
Billaea steini är en tvåvingeart som först beskrevs av Brauer och Julius Edler von Bergenstamm 1891.  Billaea steini ingår i släktet Billaea och familjen parasitflugor. Arten är reproducerande i Sverige. Inga underarter finns listade i Catalogue of Life.